# 12-й Северокаролинский пехотный полк
12-й Северокаролинский пехотный полк (12th North Carolina Infantry Regiment) — представлял собой один из пехотных полков армии Конфедерации во время Гражданской войны в США. Полк сражался на востоке страны и принимал участие в «атаке Пикетта» под Геттисбергом. Этот полк не стоит путать с 12-м Северокаролинским пехотным полком, переименованном впоследствии в 22-й пехотный полк.

## Формирование
12-й Северокаролинский пехотный полк был сформирован в северокаролинском Гарисберге 15 мая 1862 года как 2-й добровольческий (2nd North Carolina Volunteers). Роты были набраны в округах Нортгемптон, Катаба, Гренвиль, Даплинб Уоррен, Галифакс и Нэш. Первым командиром полка был избран (14 мая) Соломон Уильямс, выпускник Вест-Пойнта (1858 года), подполковником — Эдвард Кентвелл, майором — Огастус Бёртон.
На момент формирования полк состоял из 16 рот:
- Рота A — округ Катоба
- Рота B — Гранвилл
- 1Рота C — округ Даплин
- 2Рота C — округ Уоррен
- Рота D —
- Рота E —
- Рота F —
- Рота G —
- Рота Н
- Рота I
- Рота J
- Рота K
- Рота L
- Рота М — округ Кэмден
- Рота N — округ Нортгемптон
- Рота O — округ Нортгемптон

## Боевой путь
22 мая полк был направлен по железной дороге в Ричмонд. Оттуда он был направлен в Норфолк и включён в бригаду Уайтерса, а затем — в бригаду Уильяма Махоуна. Под Норфолком полк простоял весь год (в лагере Кэмп-Арлингтон) до весны 1862. В это время истекли сроки службы у рот С и D, их распустили и заменили на другие. 1 мая полк прошёл реорганизацию: полковник Уильямс был переизбран, подполковником был избран Б. Уэйд, а майором — Т. Джонс. Произошла и перестановка рот: роты A, B, C, D, E, F, G и H превратились в роты K, F, G, B, H, A, E и I.
9 мая после эвакуации Норфолка полк был выведен из бригады Махоуна и направлен на север в бригаду Ричарда Юэлла, однако был остановлен в Гордонсвилле и затем перенаправлен к Хановер-Кортхауз. Там он поступил в распоряжение генерала Брэнча и 27 мая участвовал в сражении при Хановер-Кортхауз. 12-й Северокаролинский был задействовал лишь отчасти, и потерял 7 человек убитыми и 20 ранеными. После сражения полк был направлен под Ричмонд в бригаду Махоуна, но не успел принять участие в сражении при Севен-Пайнс. 6 июня полковник Уильямс был переведён во 2-й Северокаролинский кавалерийский полк и его место занял подполковник Уэйд. Майор Джонс стал подполковником, а Дэвид Роув, капитан роты А, стал майором.
17 июня полк стал частью бригады Самуэля Гарланда.